# Crockerella castianira
Crockerella castianira é uma espécie de gastrópode do gênero Crockerella, pertencente à família Clathurellidae.